# Прохасько, Тарас Богданович
Тара́с Богда́нович Проха́сько (род. 16 мая 1968 года, Ивано-Франковск) — современный украинский писатель-прозаик, один из деятелей станиславского феномена.

## Биография
Тарас Богданович Прохасько родился 16 мая 1968 года в Ивано-Франковске.
 В 1992 году окончил биологический факультет Львовского государственного университета имени Ивана Франко (сейчас — Львовский национальный университет им. Ивана Франко). По специальности — биолог. Участник студенческого движения 1989—1991 годов. 
 Сначала работал в Ивано-Франковском институте карпатского лесоводства. Затем был учителем, барменом, сторожем, ведущим на радио «Вежа», работал в художественной галерее, в газете, на телестудии. Сотрудничал с львовскими газетами «Експрес» и «Поступ». 
 Член Ассоциации украинских писателей. Сейчас живёт в Ивано-Франковске.
На русском произведения Тараса Прохасько (повести из книги «Другие дни Анны») публиковались в антологии «Галицкий Стоунхендж» (М., «ЭРА», 2003).
Первая же книжная публикация на русском (роман «Непростые» и повести «Из этого можно было бы сделать несколько рассказов» и «Как я перестал быть писателем» под одной обложкой — AdMarginem, 2009) привлекла благожелательное внимание критики (около десятка рецензий за полгода, см. ниже) и была признана еженедельником «Книжное обозрение» лучшей переводной книгой года.
Младший брат — эссеист и переводчик Юрий Прохасько (род. 1970).

## Основные произведения
- 1998 — книга «Інші дні Анни».
- 2001 — книга «FM Галичина».
- 2002 — роман «Непрості».
- 2005 — книга «З цього можна зробити кілька оповідань».
- 2006 — книга «Порт Франківськ».
- 2010 — книга «БотакЄ».

Издания в переводе:
- на польском языке:
  - «Inne dni Anny»(Wolowiec: Wydawnictwo Czarne, 2001) (перевод Лидии Стефановской и Ренаты Руснак)
  - «Niezwykli»(Wolowiec: Wydawnictwo Czarne, 2005)
  - «Z tego można zrobić kilka opowieści»(Wolowiec: Wydawnictwo Czarne, 2007)
- на английском языке:
  - повесть «Некрополь» опубликована в антологии «Two Lands, New Visions»(Coteau Books, 1998)
  - первая половина романа «Непростые» опубликована в журнале «Ukrainian Literature» (vol. 2, 2007)
  - полностью роман «Непростые» («The UnSimple»), электронная публикация на сайте Amazon
- на немецком языке:
  - «Daraus lassen sich ein paar Geschichten machen»(Suhrkamp, 2009)
- на русском языке:
  - повести «Вокруг озера», «Чувство присутствия», отрывки из «FM Галичина» (перевод А. Пустогарова) в антологии «Галицкий Стоунхендж», М., ЭРА, 2003.
  - роман «НепрОстые» ( перевод  Рафаэля Левчина и Эльвины Зельцман) и повести (Завен Баблоян) в издании «НепрОстые» (М.: AdMarginem, 2009)
  - «Странная болезнь сердца» (восемь эссе в переводе Е. Мариничевой и З. Баблояна)

## Рецензии
- Костюк В. Ландшафти письма (Тарас Прохасько. Інші дні Анни. — К.: Смолоскип, 1998) // Критика. — 1998. — Ч.9;
- Стефанівська Л Довге підводне плавання (Тарас Прохасько. Інші дні Анни. — К.: Смолоскип, 1998) // Критика. — 2000. — Ч.12;
- Гаврилів Т. Топографія сучасної української прози // Гаврилів Т. Знаки часу: Спроба прочитання. — Івано-Франківськ: Лілея-НВ, 2001. — С.175-184;
- Антипович Т. Територія спокійного мислення (Тарас Прохасько. "РМ «Галичина». — Івано-Франківськ: Лілея-НВ, 2001) // Книжник review. — 2001. — Ч.21;
- Трінчій В. Антигравітація (Тарас Прохасько. "РМ «Галичина». — Івано-Франківськ: Лілея-НВ, 2001) // Критика. — 2002. — Ч. 1-2;
- Чекай О. Життєстійкі ефемериди (Тарас Прохасько. "РМ «Галичина». — Івано-Франківськ: Лілея-НВ, 2001) // Книжник review. — 2002. — Ч.4 та ін.
- Ірина Солодченко Тарас Прохасько: ліричний ботан. Рецензія

На русском языке:
- Елена Фанайлова. «НепрОстые» истории // «Радио Свобода» 5.11.2010
- Алексей Номад. НепрОстые, Тарас Прохасько // www.newslab.ru
- Галина Туз. «Лучшее доказательство существования Бога». Тарас Прохасько. Непростые // lit.lib.ru
- Лиза Биргер. Узнать Украину. Писатель Тарас Прохасько и современная украинская литература // Magazine@ozon.ru
- Андрей Мирошкин. Слоеный пирог по-гуцульски. Роман-миф «горного философа» Тараса Прохасько // «Экслибрис НГ»
- Мария Бутербродова. Тарас Прохасько. «НепрОстые» (недоступная ссылка) // Afisha@mail.ru
- Мария Мельникова. Сюжет, заяц и огурцы // «Книжное обозрение» № 33-34
- Выбор Лизы Биргер. Тарас Прохасько. «НепрОстые» //«Коммерсантъ-Weekend» № 28 (124) от 24.07.2009
- Алексей Радинский. Внутри книги // «Столичные новости» № 370
- Андрей Пустогаров Просто провинция? // Ад Маргинем Пресс
- Мария Зуева «Непростые» Тараса Прохасько (недоступная ссылка) // SAY2DAY
- Катя Босина Галичанское радио (недоступная ссылка) // «Свободный доступ»

## Литературные награды
- 1997 год — лауреат премии издательства «Смолоскип».
- 2007 год — первый лауреат литературной премии имени Джозефа Конрада (основана Польским институтом в Киеве).
- 2016 год — Орден «За интеллектуальную отвагу»

## Конкурс «Лучшая украинская книга»
Лауреат конкурса «Лучшая украинская книга» по версии журнала «Корреспондент».
- 2006 год — первое место в номинации «Беллетристика» за книгу «З цього можна було б зробити кілька оповідань».
- 2007 год — третье место в номинации «Документалистика» за книгу «Порт Франківськ».
- 2013 год — Премия модерной эссеистики имени Юрия Шевелёва за книгу «Одної і тої самої».